# Tut Bartzen
Tut Bartzen, all'anagrafe Bernard Bartzen (Austin, 25 novembre 1927 – Fort Worth, 10 luglio 2019), è stato un tennista statunitense.

## Carriera
Ha ottenuto i risultati migliori negli anni '50, in quel periodo ha raggiunto prima i quarti di finale e successivamente la semifinale degli US Open eliminando tra gli altri il numero 1 al mondo Vic Seixas.
A fine 1959 è stato classificato nella top–10 mondiale, ha un record perfetto in Coppa Davis dove è riuscito a vincere tutti e sedici gli incontri disputati con la squadra Statunitense.
Dopo il ritiro dal tennis giocato è rimasto nell'ambiente, per dodici anni è stato allenatore al Colonial Country Club di Fort Worth e successivamente alla Texas Christian University.

## Statistiche

### Singolare

#### Vittorie (9)
| Numero | Anno | Torneo                                                | Avversario in finale | Punteggio               |
| 1.     | 1954 | U.S. Men's Clay Court Championships, River Forest     | Tony Trabert         | 6–4, 4–6, 6–0, 6–2      |
| 2.     | 1954 | Canadian Open, Toronto                                | Kosei Kamo           | 6–4, 6–0, 6–3           |
| 3.     | 1955 | Cincinnati Open, Cincinnati                           | Tony Trabert         | 7–9, 11–9, 6–4          |
| 4.     | 1957 | Cincinnati Open, Cincinnati (2)                       | Grant Golden         | 6–4, 7–5, 6–4           |
| 5.     | 1958 | U.S. Men's Clay Court Championships, River Forest (2) | Sam Giammalva        | 3–6, 7–5, 6–2, 6–2      |
| 6.     | 1959 | Cincinnati Open, Cincinnati (3)                       | Sam Giammalva        | 7–5, 6–3, 6–2           |
| 7.     | 1959 | U.S. Men's Clay Court Championships, River Forest (3) | Whitney Reed         | 6–0, 8–6, 9–7           |
| 8.     | 1959 | Houston Open, Houston                                 | Dick Savitt          | 2–6, 7–5, 4–6, 0–2 rit. |
| 9.     | 1961 | Cincinnati Open, Cincinnati (4)                       | Donald Dell          | 6–1, 2–6, 6–2, 6–0      |